# Huayangosaurus
Huayangosaurus is een geslacht van uitgestorven plantenetende ornithischische dinosauriërs, behorend tot de Stegosauria, dat tijdens het Midden-Jura, zo'n 165 miljoen jaar geleden, leefde in het gebied van het huidige China, Sichuan.

## Naamgeving en classificatie
Van Huayangosaurus zijn in 1979 en 1980 skeletten van een half dozijn individuen gevonden. Deze werden opgegraven te Dashanpu, ten oosten van Zigong in Sechuan. De groeve bevatte daarnaast uitgebreide resten van Sauropoda en Theropoda.
In 1982 werd de typesoort Huyangosaurus taibaii benoemd en beschreven door Dong Zhiming, Tang Zilu en Zhou Shiwu, Zijn geslachtsnaam betekent 'hagedis uit Huayang'. Huayang is een alternatieve naam voor Sechuan, de vindplaats en is meteen een toespeling op het boek Hua Yang Guo Zhi uit de Jindynastie, het oudste bekende Chinese geografisch woordenboek. De soortaanduiding eert de grote klassieke Chinese dichter Li Bai, wiens omgangsnaam Taibai was. De soortaanduiding plaatst voor een Chinees ook de geslachtsnaam in een literaire context.
Het holotype IVPP V6728 is gevonden in een laag van de Onderste Shaximiaoformatie die dateert uit het Bathonien-Callovien. Het bestaat uit en gedeeltelijk skelet. Bewaard zijn gebleven: een vrij complete schedel, drie halswervels, drie ruggenwervels, vier sacrale wervels, twintig staartwervels, twee middenvoetsbeenderen, drie kootjes, drie platen, een stekel en vier osteodermen niet zijnde rugplaten. Daarnaast zijn er nog verschillende specimina toegewezen: ZDM T7001: een veel completer skelet met schedel, acht halswervels, zestien ruggenwervels, vier sacrale wervels, vijfendertig staartwervels, een volledige schoudergordel, een linkeropperarmbeen, beide darmbeenderen, een linkerschaambeen, beide zitbeenderen, drie middenvoetsbeenderen, drie kootjes en elf platen; ZDM T7002: wervels; ZDM T7003: wervels en een bekkengordel; ZDM T7004: staartwervels; CV 720: een schedel, achtentwintig wervels en twintig platen; en CV 721: zeven wervels.
In 1992 werd de schedel opnieuw beschreven door Paul Sereno. In 2006 beschreef Susannah Maidment het postcraniaal skelet, de delen achter de schedel, opnieuw. Maidment verwijderde verschillende specimina uit het bekende materiaal omdat ze geen kenmerken vaststelbaar deelden met het holotype: ZDM T7002, CV 720 en CV 721. Bij CV 720 was de onderliggende reden dat het specimen zoek was en dus niet gecontroleerd kon worden op kenmerken. De bestudering van ZDM T7001 werd gehinderd doordat het skelet, zwaar gerestaureerd, deel uitmaakt van een reizende tentoonstelling. Maidment vond CV 721 zo afwijkend dat ze het waarschijnlijk achtte dat het een apart taxon vertegenwoordigde.

## Beschrijving

### Grootte

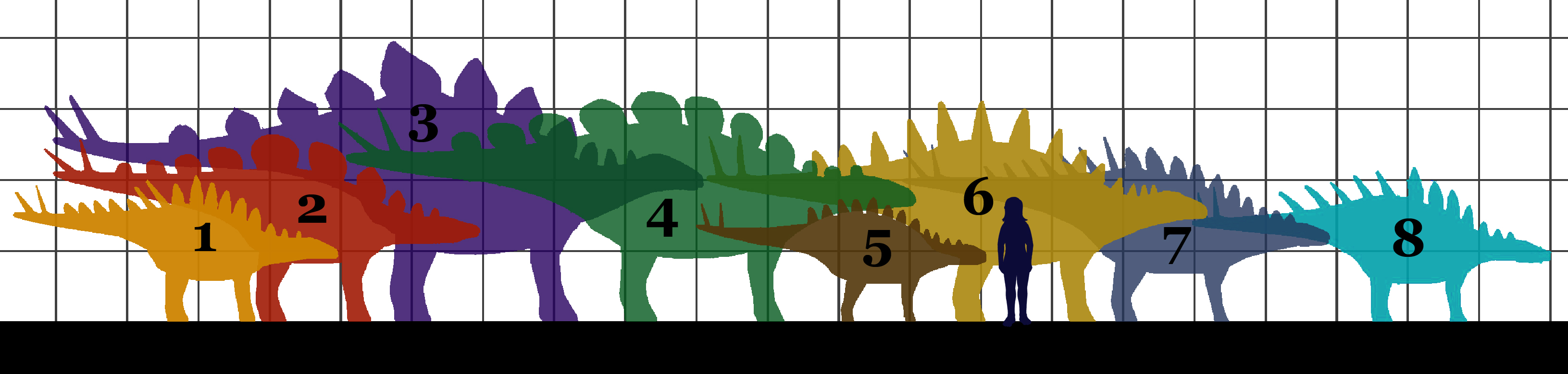
Huayangosaurus, hier uiterst links met nummer één, in grootte vergeleken met andere Stegosauria

Huayangosaurus werd volgens Dong 4,3 meter lang — vrij klein voor een stegosauriër. Gregory S. Paul schatte in 2010 de lichaamslengte op vier meter, het gewicht op een halve ton.

### Algemene bouw
Net als andere stegosauriërs is Huayangosaurus een viervoetige planteneter met stekels op het uiteinde van de staart. Huayangosaurus is de enige basale stegosauriër waarover goede informatie voorhanden is. Hij geeft dus een uniek beeld hoe de vroege vertegenwoordigers van de groep eruitzagen. Huayangosaurus is nog grotendeels gebouwd als basale Thyreophora zoals Scelidosaurus. Het lichaam is langgerekt in plaats van extreem verbreed; het bekken is relatief kort, smal en hoog. De voorpoten zijn bijna even lang als de achterpoten. Daardoor ligt het profiel van de rug vrijwel horizontaal en toont niet de voorste kromming naar beneden toe die zo typisch is voor latere stegosauriërs. De staartbasis ligt laag en hangt wat af; de staart als geheel is langer dan de rest van het lichaam. De staart is daardoor beter geschikt een rennende beweging aan te drijven en inderdaad zijn de achterpoten gebogen bij de knie. Het kniegewricht is lang met naar achteren uitstekende gewrichtsknobbels bij het onderste dijbeen en een lang bovenvlak bij het bovenste scheenbeen. Latere stegosauriërs waren alleen in staat te stappen, niet rennen. De nek is relatief kort en de schedel tamelijk hoog met een duidelijk verbreed achterhoofd. In de snuit staan nog tanden. Ook de pantsering is basaal: de rugplaten zijn laag en de osteodermen van de staart zijn nog plaatvormig. Er bevindt zich een rij osteodermen op de flank die extra versterkt is door verbredingen van de ribben. Bij Huayangosaurus is te zien wat de oorsprong is van de schouderstekel die bepaalde stegosauriden ook nog hebben: het is de gemodificeerde voorste osteoderm van de flankrij. Aan het uiteinde van de staart bevindt zich zelfs een klein knuppeltje. Wel al typisch stegosaurisch is de aanwezigheid van een 'Thagomizer': stekels aan het staarteinde die als wapen konden dienen. Om een zwiepende beweging te vergemakkelijken waren de verbeende pezen die veel Ornithischia tonen al gereduceerd; bij latere stegosauriërs zou er geen verbening meer plaatsvinden.

### Onderscheidende kenmerken
Dong gaf in 1982 een diagnose. De schedel is wigvormig. Er is een fenestra antorbitalis aanwezig. Boven de oogkas bevinden zich twee of drie supraorbitalia. Het jukbeen is langwerpig. De onderkaak heeft een klein zijvenster. Het coronoïde uitsteeksel van de onderkaak rijst hoog op. Er staan zes tot zeven tanden in de praemaxilla. De kronen hebben vertandingen en zwak ontwikkelde verdikkingen aan de basis. De tandrijen aan de zijkanten zijn lang met minstens achtentwintig maxillaire tanden en zevenentwintig tot achtentwintig dentaire tanden. Er zijn acht halswervels, zeventien tot achttien ruggenwervels, vier vergroeide sacrale wervels, vermoedelijk tussen de vijfendertig en tweeënveertig staartwervels. De doornuitsteeksels van de sacrale wervels vormen een supraneurale plaat die naar bezijden uitloopt in sacrale jukken die ieder doorboord zijn door drie openingen tussen de sacrale ribben. De ribben van de voorste wervels hebben aan hun achterzijde intercostaalplaten — door Dong als processus hamulares aangeduid, 'haakvormige uitsteeksels'. De beenderen van de ledematen zijn hol. Het dijbeen heeft honderddertien procent van de lengte van het opperarmbeen. De formule van de teenkootjes is 2-3-3-?-?. Er staan spinae parascapulares op de schouderbladen die lijken op de spinae parasacrales op de heupen van Kentrosaurus. De beenplaten en stekels zijn variabel in vorm en staan in twee rijen op de rug.
Het probleem met de diagnose van Dong is dat zij niet alleen onderscheidende kenmerken van Huayangosaurus geeft maar ook eigenschappen die met alle stegosauriërs gedeeld worden; in het geval van de holle botten zelfs met een groep groter dan de hele Dinosauria. In 1992 gaf Sereno enkele echte autapomorfieën, unieke afgeleide eigenschappen. Het bezit van tanden in de praemaxilla, daar waar de stegosauriden in de voorste bovenkaak tandeloos zijn; het hoge aantal maxillaire tanden; de kleine hoorn boven de oogkas; de intercostaalplaten van de ribben; en een pols waarvan de beentjes vergroeid zijn tot één enkel blok.
Maidment herzag in 2006 de diagnose. Aan de schedelkenmerken voegde zij het bezit van een ovale uitholling toe, op de grens van de praemaxilla en het bovenkaaksbeen. Ze bevestigde als onderscheidend kenmerk de aanwezigheid van een hoorntje op het postorbitale; maar om de suggestie te vermijden dat het om een structuur zou gaan die homoloog was aan de grote postorbitale hoorns van de Ankylosauria, sprak zij liever van een 'kleine verheffing'. Hoewel haar studie de postcrania in detail behandelde, leverde dat geen verdere autapomorfieën, unieke afgeleide eigenschappen, op dan dat de ribben naast hun intercostaalplaten ook een uitwaaierend onderste uiteinde bezaten.

### Skelet

#### Schedel

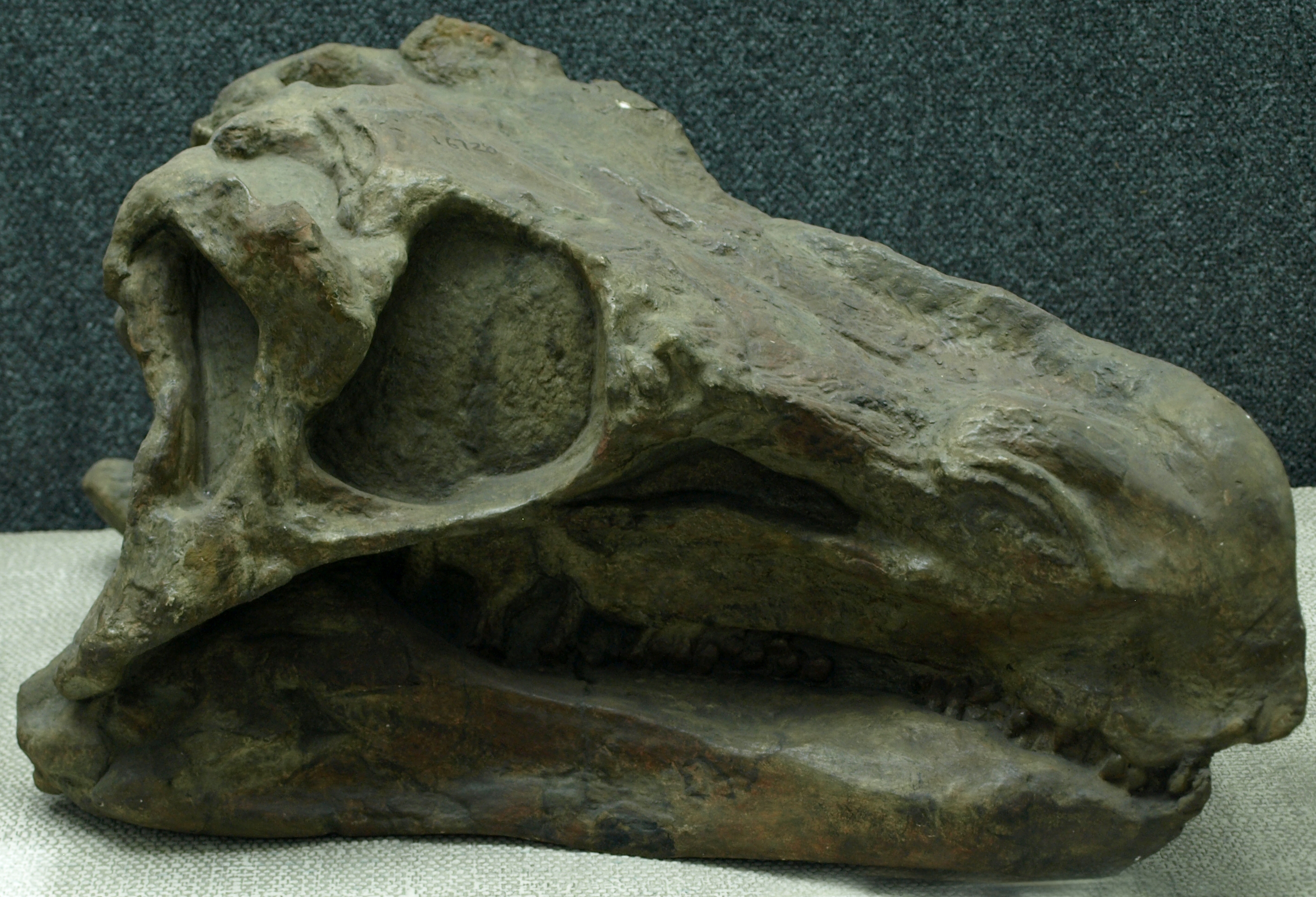
Een afgietsel van de schedel

De schedel van Huayangosaurus is in zijaanzicht plat en langwerpig maar toch een stuk hoger dan bij de stegosauriden. Vooral het snuitgedeelte is op het midden relatief verhoogd. De meer verticale groeiwijze van de beenderen die de snuit ondersteunen, leidt ertoe dat het neusgat meer verticaal gericht is. Het voorste deel van de schedel is wat naar beneden gekromd; dat vindt zijn tegenhanger in een opwaartse kromming in het midden van de onderkaken, die zo een tangachtige structuur vormen. Het achterste deel van de schedel daarentegen is opvallend afhangend in zijaanzicht. In bovenaanzicht is de schedel spits: de snuit steekt scherp uit van een zeer breed schedeldak af dat zijn wijdste punt heeft boven de oogkassen. Naar achteren versmalt de schedel weer geleidelijk. Anders dan bij de Stegosauridae, waar de fenestra antorbitalis (bijna) gesloten is, bestaat deze schedelopening hier nog in de vorm van een kleine driehoek met de stompste punt naar boven gericht. De oogkas is erg groot en trapeziumvormig. Het onderste slaapvenster is hoog met een dunne naar beneden gerichte punt. De bovenste slaapvensters zijn breed georiënteerd en wat niervormig, met de holle zijde naar buiten gericht.
De praemaxilla is een hoog element, zowel wat het hoofdlichaam betreft als wat de opgaande takken aangaat die de onderkant van het grote wat neusgat van voor en achter omsluiten. De hoogte-lengteverhouding ligt boven de 0,4, waar die bij de stegosauriden meestal rond de 0,3 bedraagt. De snuitpunt loopt onderaan eerst vrijwel verticaal om ter hoogte van de onderrand van het neusgat een plotse knik naar achter te maken, het begin van een licht holle opwaartse glooiing. De onderrand van de praemaxilla is golvend, eerst hol buigend, achteraan bol. Een basaal kenmerk is dat er nog een zevental tanden in aanwezig zijn; bij de stegosauriden fungeerde de praemaxilla in dit opzicht slechts als beenkern van een hoornige bovensnavel. Deze premaxillaire tanden hebben kartelingen en een zwakke verdikking boven de tandbasis. Het bovenkaaksbeen is een vrij hoog element met een bolle voorrand. Op het onderste vrijwel verticale gedeelte van de beennaad met de praemaxilla bevindt zich een zeer smalle verticale opening. Typisch stegosaurisch is het verticale en gladde beenplateau boven de tandenrij dat wijst op de aanwezigheid bij het levende dier van een vlezige wang. Het bovenkaaksbeen draagt zevenentwintig of achtentwintig tanden. Deze maxillaire tanden overlappen elkaar en missen een ringvormige verdikte basis of cingulum. De kaakrand is licht hol op een bol achterste stuk na. Het neusbeen vormt de bolle bovenhoek van de snuit boven het neusgat. In bovenaanzicht vormen beide neusbeenderen samen een driehoekige punt die van achteren ingekeept wordt door de voorhoofdsbeenderen. Naar hun gezamenlijke middenlijn toe lopen de neusbeenderen op maar het raakvlak zelf is juist iets verzonken, een langgerekte ovale groeve vormend. Het traanbeen is een klein element, de bovenste achterrand van de fenestra antorbitalis uitmakend. Het rust op de voorste tak van het jukbeen en steekt schuin naar voren en boven tot aan het prefrontale en het neusbeen. De prefrontalia zijn beenplaatjes in het schedeldak, aan de basis van de snuit gelegen aan weerszijden van de beennaad tussen de voorhoofdsbeenderen. Die laatste hebben een complexe vorm met golvende randen door holle raaklijnen met de neusbeenderen, prefrontalia, de postorbitalia en de achtergelegen wandbeenderen. Er zijn drie supraorbitalia per zijde. Eén vormt de voorste bovenrand van de oogkas en maakt zich naar voren richtend in bovenaanzicht een duidelijke hoek met de snuitrand. Tussen dit randelement en het prefrontale ligt een binnenste supraorbitale, het schedeldak verbredend. Een derde supraorbitale vormt de achterste bovenrand van de oogkas. Het bereikt het schedeldak niet maar wordt helemaal omsloten door het postorbitale. Dat strekt zich tot ver over het schedeldak uit en heeft dicht bij de beennaad met het voorhoofdsbeen een soort hoorntje in de vorm van een stomp kegeltje. Het postorbitale vormt de platte zijde van het bovenste slaapvenster dat aan de kant van het voorhoofdsbeen en het wandbeen diepe uithollingen heeft. De wandbeenderen zijn zandlopervormig door de bovenste slaapvensters ingesnoerd. Het squamosum is vrij kort en hangt sterk naar achteren af: de hele achterkant van het schedeldak buigt zo naar beneden aan weerszijden van het achterhoofd. Het squamosum overgroeit de naar achteren bollende bovenste achterkant van het quadratum. Het quadratum staat vrijwel verticaal in plaats van achteren te hellen. Het is hoog en dijt naar onderen breed uit. De vleugel van het quadratum die contact maakt met het pterygoïde heeft wel een uitholling maar geen echt venster. Tussen quadratum en quadratojugale bevindt zich een smal foramen paraquadraticum. Het quadratojugale is achteraan relatief hoog, vooraan tamelijk kort. Het jukbeen heeft achteraan een hoog hoofdlichaam, het lagere achterhoofd zo verbindend met de rest van de schedel. Een opgaande tak ervan vormt een groot deel van de achterrand van de oogkas en de voorrand van het onderste slaapvenster. Hij omvat de punt van de neergaande tak van het postorbitale; doordat die punt vrij dicht bij de oogkas ligt, loopt het raakvlak voornamelijk schuin naar achteren op. De voorste tak van het jukbeen vormt de smalle onderrand van de oogkas en loopt naar voren door tot de hoek van de fenestra antorbitalis.
Hoewel de schedel in achteraanzicht een hoge structuur lijkt, is het eigenlijke achterhoofd tamelijk laag: de verticale uitbreiding van het geheel wordt mede veroorzaakt door het naar beneden hellende schedeldak en de hoge quadrata aan weerszijden. Bovenaan is er een vrij laag centraal supraoccipitale, omklemd en onderaan ingesnoerd door naar beneden gerichte uitlopers van de wandbeenderen. De zijuitsteeksels, de processus paroccipitales, zijn bijlvormig met een afhangende punt. Onder een rond achterhoofdsgat bevindt zich een brede, bovenaan ingedeukte, knobbel, de condylus occipitalis die de verbinding vormt met de nek. Daaronder wijkt de hersenpan, die verder slecht bekend is, snel naar voren toe. Het basisfenoïde in deze sector is langer dan het basioccipitale. Er is bij een exemplaar een slank staafvormig gehoorbeentje, of stapes, aangetroffen, dat de geluidstrillingen van het trommelvlies overbracht naar het middenoor.
Het verhemelte heeft twee grote openingen gescheiden door een hoge middenkiel gevormd door de ploegschaarbeenderen, verhemeltebeenderen en pterygoïden. In het verhemelte zijn de overdwars afgeplatte ploegschaarbeenderen kort, minder dan het helft van de lengte van het verhemelte beslaand. Achter de verhemeltebeenderen bevindt zich geen foramen.

#### Onderkaken
De onderkaak is niet zo hoog en recht als bij de Stegosauridae. Zij heeft vooraan een relatief laag dentarium dat vooraan naar onder buigt. Het allervoorste stuk heeft een flink naar onder uitstekende afgeronde 'kin'. Op de kin bevindt zich op het raakpunt van beide onderkaken een klein predentarium, de beenkern van de ondersnavel. Van onderen bezien heeft het raakpunt een V-vorm. In het dentarium staan zevenentwintig of achtentwintig kleine tanden. De tandenrij zet zich naar voren toe door zodat de voorste tanden tegenover de premaxillaire tanden staan. Een duidelijk diasteem of gaping tussen de tanden die, met een zekere afstand, omvat worden door het predentarium en de meer achtergelegen tandenrij ontbreekt. Een beenplaat aan de buitenzijde van de tandenrij ontbreekt. Direct onder de tandenrij heeft het dentarium een ingesprongen gladde buitenwand waarvan de hoogte naar achteren afneemt. De richel die dit vormt, loopt naar achteren over in een spits en hoog coronoïde uitsteeksel waarvan de voorste helling deel is van het dentarium, de achterste van het surangulare. Onderaan heeft het dentarium een zigzagverbinding met het angulare. Hieronder is in zijaanzicht een stuk van het spleniale zichtbaar. Op het raakvlak van de drie elementen, dentarium, surangulare en angulare, bevindt zich een laag en langgerekt driehoekig zijvenster. Het angulare kromt omhoog naar aan laag gelegen retroarticulair uitsteeksel dat wat verder naar achteren reikt dan het achterhoofd.

#### Postcrania

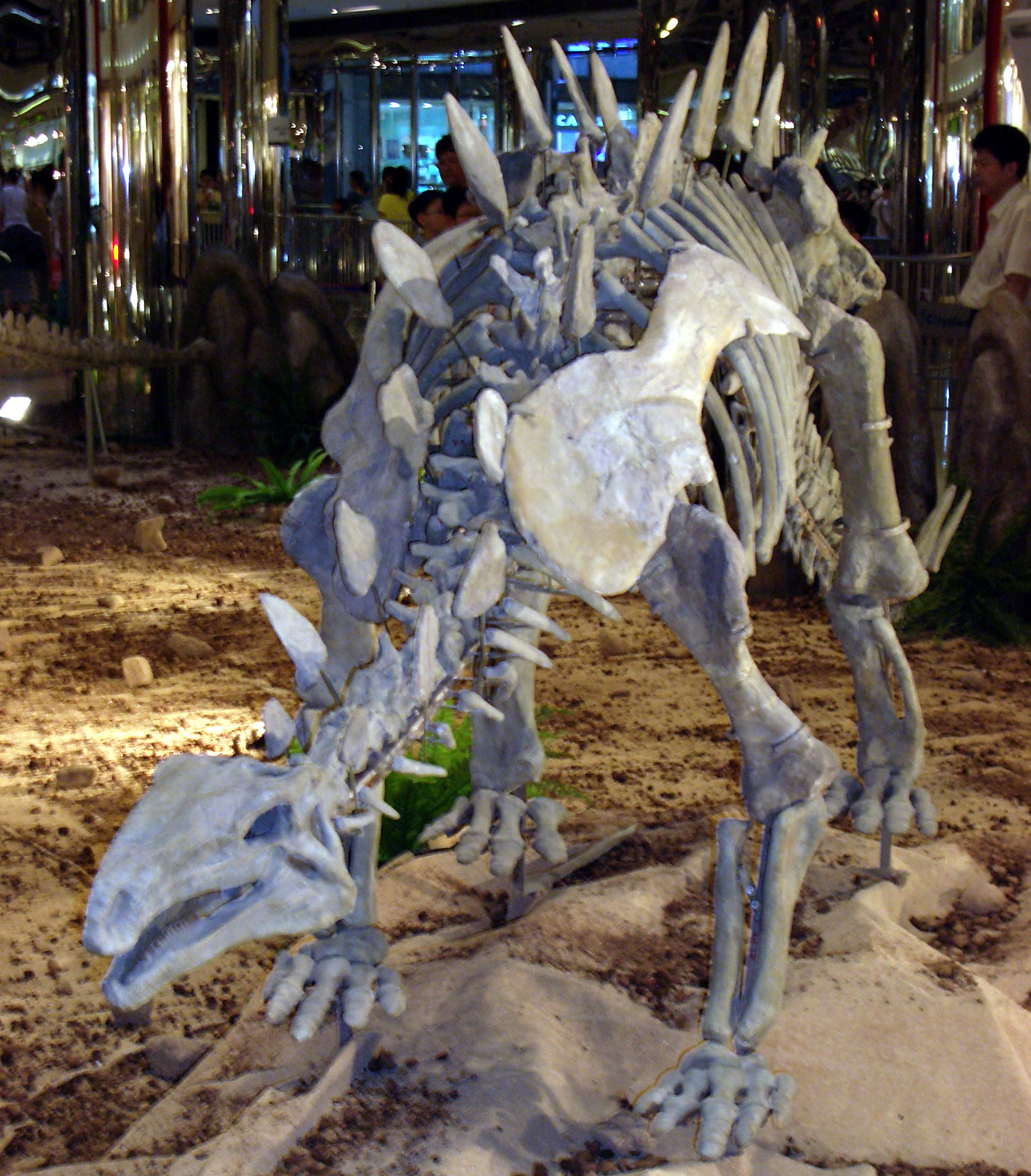
Het ravenbeksbeen, hier gerestaureerd, is ongeveer even hoog als het schouderblad, een basaal kenmerk dat latere stegosauriërs zouden verliezen

Volgens Maidment vergiste Dong zich en waren er negen in plaats van acht halswervels. Deze hebben amfiplatte centra. De achterste halswervels hebben vergrote ruggenmergkanalen. Hun doornuitsteeksels zijn klein, overdwars afgeplat en bovenaan verdikt. Hun diapofysen, bovenste ribgewrichten, steken zijwaarts uit en hebben een T-vormige doorsnede. Er zijn vermoedelijk zestien ruggenwervels. Ook die zijn amfiplat en daarbij iets langer dan breed met gladde licht uitgeholde zijden. De ruggenmergkanalen zijn ruim maar de wervelbogen zijn niet extra boven het kanaal vergroot, anders dan bij de stegosauriden. Van voor naar achteren toe in de reeks worden de doornuitsteeksels in zijaanzicht breder en overdwars platter; de zijuitsteeksels worden steiler, in ieder geval tot met de vierde wervel. Huayangosaurus heeft verbeende pezen, op het midden en einde van de rug. De aanwezigheid van platte richels aan de ribben kon door Maidment niet bevestigd worden daar de originelen zoek waren. Er zijn vermoedelijke vier sacrale wervels. De sacrale ribben zijn in bovenaanzicht breed en van elkaar gescheiden door ovale openingen. De ribben zijn vergroeid met het darmbeen, de eerste met het aanhangsel voor het schaambeen, de vierde met het aanhangsel voor het zitbeen. De zestiende ruggenwervel is met het heiligbeen vergroeid en kan als een dorsosacrale wervel gelden. Het precieze aantal staartwervels is onbekend. De voorste staartwervels zijn breder dan lang en hebben knopvormige zijuitsteeksels. Hun voorste centrumfacetten zijn licht hol. De middelste staartwervels hebben rechthoekige voorste en achterste chevronfacetten. De achterste staartwervels zijn breder dan lang met hartvormige centrumfacetten. Ook wervels die helemaal aan het eind van de staart zijn gelegen hebben chevronfacetten maar geen zijuitsteeksels. Hun voorste gewrichtsuitsteeksels zijn klein en met elkaar versmolten op hun middenlijn; de achterste gewrichtsuitsteeksels vormen een V-vormige wig op de achterste onderkant van het doornuitsteeksel.

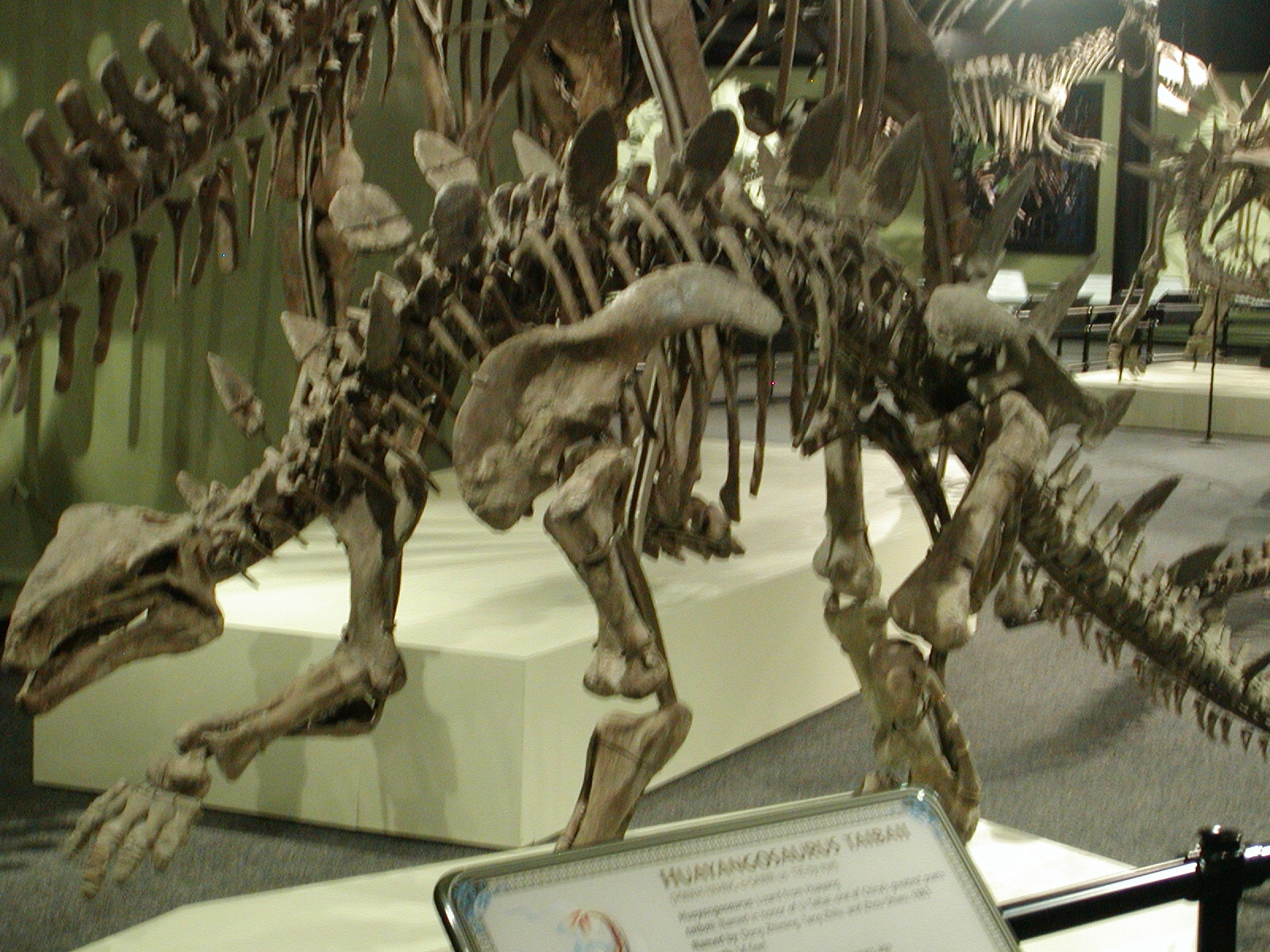
Huayangosaurus heeft twee rijen platen op de rug

Op het schouderblad is de processus acromialis, het uitsteeksel op de onderste voorrand, spits en laag, niet rechthoekig en sterk afstaand als bij de stegosauriden. De groeve van het schoudergewricht is overdwars dik, ruw en sterk uitgehold. Het afgevlakte gedeelte aan de onderzijde van de schacht is minder breed dan het aan die onderzijde vastzittende ravenbeksbeen; bij de stegosauriden is dit net andersom. Het ravenbeksbeen is volgens de beschrijving van Dong breed, bol en vrij kort.
Van het opperarmbeen is de onderzijde breder dan de bovenzijde en de binnenste gewrichtsknobbel is omvangrijker dan de buitenste. De kop van het opperarmbeen is groot en steekt naar achteren uit. De deltopectorale kam aan de bovenste voorkant staat haaks op de as tussen beide knobbels. Aan de buitenste zijkant is de bult voor de aanhechting van de musculus triceps brachii zwak ontwikkeld hoewel de typisch stegosaurische richel die van daaruit naar beneden loopt juist goed ontwikkeld is. De richel voor de musculus supinator die naar de onderarm loopt en deze roteert, is klein. Volgens Maidment zijn er geen onderarm- en handelementen met zekerheid aan Huayangosaurus toe te wijzen. Volgens Dong zijn vier polsbeenderen tot één blok versmolten.
In het bekken is bij het darmbeen het voorblad matig naar buiten gedraaid onder een hoek van vijfendertig graden; tegelijkertijd kromt het bovenaan ook horizontaal, ongeveer vanaf de helft van de lengte van het voorblad. In bovenaanzicht is de breedte van het middenstuk onaanzienlijk in vergelijking met die van de stegosauriden. De antitrochanter is overeenkomstig klein. Het achterblad is opvallend kort voor een stegosauriër, ook weer een basaal kenmerk. Daarentegen is het aanhangsel voor het schaambeen juist erg groot: dit is overigens niet minder basaal. Ook het aanhangsel voor het zitbeen is goed ontwikkeld. Bij het schaambeen is het gedeeltelijk bij het heupgewricht naar boeven toe naar buiten gedraaid. Achter het hoofdlichaam bevindt zich de inkeping van het foramen obturatorium welke van onder wordt gedicht door de schacht, iets wat eerder wel is gezien als een synapomorfie van de Ankylosauromorpha, de door Kenneth Carpenter in 2001 veronderstelde klade bestaande uit Scelidosaurus en de Ankylosauria. De schacht is erg langwerpig voor een stegosauriër en eindigt in een verbrede 'voet'. De processus praepubicus is kort, recht en recht afgesneden. Het zitbeen is onbekend.
Bij het dijbeen steekt de kop vrijwel horizontaal naar binnen uit. De vierde trochanter is een aanwezig als een ruwe richel halverwege de achterkant van de schacht. Het scheenbeen is bovenaan van voor naar achter verbreed, onderaan overdwars. De hoefvormige voetklauwen zijn in bovenaanzicht driehoekig. Hun gewrichtsvlakken zijn uitgehold en maken een hoek van zestig graden met het horizontale vlak. Hun bovenvlakken zijn bol, vol putjes en ruw; de onderkanten zijn hol.

### Pantser
Huayangosaurus is uitgerust met osteodermen, huidverbeningen die geen deel uitmaken van het eigenlijke skelet. Hiervan zijn minstens drie typen gevonden. Een daarvan bestaat uit kleine beenplaatjes, zo'n vijftien tot twintig centimeter hoog. Deze hebben een duidelijk asymmetrische basis en werden door Dong in een dubbele rij, links en rechts, op de nek en voorste rug geplaatst. De platen hebben een zaagvormige knik in hun voorrand, wellicht de locatie van een scherp uitsteeksel in de hoornschacht die de plaat bij het levende dier omgaf. Het tweede type was langer en iets spitser, enigszins gevormd als een driehoekige naar achteren gebogen vin. Het voorste gedeelte hiervan was verdikt, de achterrand dunner. Dong plaatste ook deze osteodermen in twee rijen, op de heup. Volgens Maidment echter zijn de bases van deze osteodermen nauwelijks asymmetrisch en zou het dus ook kunnen dat ze een enkelvoudige rij vormden. Bij de stegosauriër Kentrosaurus gaan zulke vinvormige platen geleidelijk over in echte stekels. Dong nam aan dat Huayangosaurus net als de meer bekende Stegosaurus twee paar lange stekels op het staartuiteinde had, terwijl de middenstaart korte vinnen toonde het totaal aan paren platen op een twintigtal brengend. Voor zulk een indeling bestaat echter geen direct bewijs, ofschoon wel lange stekels zijn aangetroffen. Het zou kunnen dat de stekels naar achteren geleidelijk in lengte toenamen. Het derde type bestaat uit ovale osteodermen op de bovenste flank die op de ribbenkast van een exemplaar bewaard waren gebleven. Deze ovale platen hebben een kiel aan de buitenkant. Maidment kon dit niet bevestigen daar deze fossielen zoek waren. De intercostaalplaten tussen de ribben die Dong meldde, zouden deze pantsering ondersteund kunnen hebben. Huayangosaurus had volgens Dong ook een stekel op elke schouder. Van zulke spinae parascapulares zijn er inderdaad verschillende gevonden. Hun vorm, met een zeer brede ronde basis uitlopend in een korte smalle gekromde punt, wijst er sterk op dat ze op de schouder stonden en niet op de heup zoals vroeger voor Kentrosaurus werd aangenomen, omdat de plaat van het darmbeen bij Huayangosaurus te smal is om als verankering te kunnen dienen. Maidment echter neemt het bestaan van twee taxa in de formatie aan en acht het dus nog onbewezen dat deze stekels aan Huayangosaurus toebehoren.

## Fylogenie
Huayangosaurus was een van de eerste stegosauriërs — in 1982 had van de bekende stegosauriërs alleen Lexovisaurus een vergelijkbare ouderdom. Dong plaatste Huayangosaurus in 1982 in een Huayangosaurinae binnen de Stegosauridae. Wegens zijn basale kenmerken werd Huayangosaurus in 1990 door Peter Malcolm Galton geclassificeerd in een aparte groep buiten de Stegosauridae, namelijk de Huayangosauridae. Deze groep onderscheidt zich van de Stegosauridae doordat ze een bredere bek hebben én tanden in de voorkant van de kaak. Maidment gaf in 2006 een lijst van basale eigenschappen van Huaynagosaurus, symplesiomorfieën die gedeeld werden met de Thyreophora maar verloren zouden gaan bij de stegosauriden: de premaxillaire tanden; het bezit van verbeende pezen; een darmbeen met een kort achterblad en een smalle antitrochanter.

## Levenswijze
Huayangosaurus deelde zijn leefgebied met de sauropoden Shunosaurus, Datousaurus, Omeisaurus en Protognathosaurus, de ornithopode Xiaosaurus en de vleesetende Gasosaurus.
De platen van Huayangosaurus hadden een relatief kleine oppervlakte, dus waarschijnlijk konden ze de lichaamstemperatuur minder goed regelen. Dit is een aanwijzing dat zulke platen primair ontwikkeld zijn ter verdediging.